# Mendigorria
Mendigorria (oficialment en basc, en castellà Mendigorría) és un municipi de Navarra, a la Comarca de Tafalla, dins la merindad d'Olite. Limita al nord amb Obanos, Puente la Reina, Mañeru, Cirauqui i Villatuerta, al sud amb Artajona i Larraga, a l'est amb Artajona i a l'oest amb Cirauqui, Villatuerta i Oteiza.

## Història
El 16 de juliol de 1835, durant la primera guerra carlina hi va tenir lloc la batalla de Mendigorria, amb victòria liberal sobre els carlins.

## Demografia
| Evolució demogràfica                                   | Evolució demogràfica | Evolució demogràfica | Evolució demogràfica | Evolució demogràfica | Evolució demogràfica | Evolució demogràfica | Evolució demogràfica | Evolució demogràfica | Evolució demogràfica | Evolució demogràfica |
| 1996                                                   | 1998                 | 1999                 | 2000                 | 2001                 | 2002                 | 2003                 | 2004                 | 2005                 | 2006                 | 2007                 |
| ------------------------------------------------------ | -------------------- | -------------------- | -------------------- | -------------------- | -------------------- | -------------------- | -------------------- | -------------------- | -------------------- | -------------------- |
| 901                                                    | 894                  | 884                  | 899                  | 919                  | 937                  | 981                  | 1 013                | 1 055                | 1 061                | 1 036                |
| Fonts: Mendigorría i institut d'estadística de navarra |                      |                      |                      |                      |                      |                      |                      |                      |                      |                      |